# Episodi di Alexandra (serie televisiva) (seconda stagione)
La seconda stagione di Alexandra, composta da 3 episodi è stata trasmessa in Francia dal 27 settembre 2020 al 02 febbraio 2021 su France 3. In Italia è stata trasmessa su Giallo.
| n° | Titolo originale | Titolo italiano  | Prima TV Francia  | Prima TV Italia |
| 1  | La survivante    | La sopravvissuta | 22 settembre 2020 |                 |
| 2  | La peste         | La peste         | 26 gennaio 2021   |                 |
| 3  | Le miracle       | Il miracolo      | 2 febbraio 2021   |                 |

## La sopravvissuta
- Titolo originale: La survivante
- Diretto da:
- Scritto da:

## La peste
- Titolo originale: La peste
- Diretto da:
- Scritto da:

## Il miracolo
- Titolo originale: Le miracle
- Diretto da:
- Scritto da: